# Коимшиди, Феофилакт Мильтиадович
Коимши́ди Феофила́кт Мильтиа́дович (13 сентября 1914, Карс, Российская империя — 27 декабря 2005, Волгоград, Россия) — советский и российский архитектор, автор монумента на Площади Чекистов в Волгограде.

## Биография

### Ранние годы
Родился в турецком городе Карс (в то время — Российская империя) в греческой семье. Отец Мильтиад Анастасьевич был преподавателем реального училища. После возвращения города в состав Османской империи в 1918 году Коимшиди эмигрировали во вновь созданную Республику Армения, поселились в городке Алаверди, имевшем крупную греческую общину. Республика в 1920 году оказалась под протекторатом РСФСР, а в 1922 году вошла в состав СССР.
Семья переехала в Краснодар в 1926 году. Здесь старшеклассник Феофилакт выполнил свою первую художественную работу: портрет Ленина из табачных листьев для выставки в местном клубе. По окончании семилетней школы в 1930 году вернулся в Алаверди и устроился рабочим в маркшейдерское бюро.
Поступил в Московский топографический техникум в 1931 году. В Москве некоторое время жил во 2-м Троицком переулке у дальнего родственника, военного теоретика, «отца советского оперативного искусства» Владимира Триандафилова. Переехал в Ленинград, поступив на архитектурный факультет Всероссийской академии художеств в 1933 году.
Родители тем временем обосновались в Ялте. Отец был арестован в 1937 году и расстрелян в 1938-м по традиционному для эпохи обвинению в «контрреволюционных выступлениях» и шпионаже.
Феофилакт женился, получил диплом архитектора и работу в ялтинском отделении «Крымгоспроекта» в 1939 году. Попав под сокращение штатов, в 1940 году переехал в Новороссийск для работы в отделении треста «Краскрайпроект». Создал проекты двух жилых и одного административного здания, которые не были построены из-за начала Великой Отечественной войны.
Мобилизован на фронт в августе 1941 года, отправлен в эшелоне новобранцев, без выдачи обмундирования и оружия, в украинский город Лубны. В день прибытия город, оказавшись на окруженной гитлеровцами территории, был оккупирован. Феофилакт с двумя товарищами по призыву перезимовал в одной из окрестных деревень и в 1942 году вернулся в занятую фашистами Ялту, где оставались его мать, жена и сын. Был освобожден от принудительных работ по фальшивой медицинской справке, устроился преподавателем черчения и рисования в среднюю школу.
После освобождения Ялты советскими войсками началась депортации крымских греков в Башкирию. Феофилакт не обнаружил себя в списке подлежащих переселению лиц, но все же выехал в Уфу. Через несколько месяцев он покинул Башкирию, переехав в Краснодар по приглашению для работы в тресте «Краскрайпроект». Здесь он создал фасад здания краевого исполкома, а в декабре 1944 года был направлен в восстанавливаемый после битвы Сталинград.

### Сталинград
В качестве сотрудника управления отделочных работ бюро «Тракторострой» участвовал в восстановлении жилых домов Верхнего поселка, рынка, школы № 3.
Переведен в Областной отдел архитектуры в 1946 году. В Сталинграде по проектам Коимшиди построены два жилых дома на улице Баррикадная, в Калаче-на-Дону — кинотеатр и гостиница.
После победы на всесоюзном конкурсе проектов памятника чекистам, погибшим в Сталинградской битве (было подано более 40 заявок) создал в 1947 году главную работу своей жизни — Памятник чекистам в Ворошиловском районе Волгограда.
Арестован 22 декабря 1948 года, обвинен в «побеге из мест обязательного поселения» и осужден Особым совещанием 28 января 1949 года на 20 лет каторжных работ. (Реабилитирован в 1998 году).

### Каторга
Наказание отбывал в Воркутинском лагере на строительстве шахт и добыче угля. Спроектировал и построил фонтан перед заводоуправлением шахты №26.
Освобожден в марте 1954 года после пяти лет каторжных работ ввиду отмены приговора. Вернулся в Сталинград.

### Вторая половина жизни
После возвращения на волю не создал значительных работ. Занимался в основном типовым проектированием сначала в организации «Облпроект», затем в ведущем проектном институте города «Волгоградгражданпроект». Позже возглавил отдел промышленной эстетики ВНИИТМАШ, сменив сферу деятельности на промышленный дизайн.
Жил в доме 14 на улице Пушкина.

## Работы

### Памятник чекистам

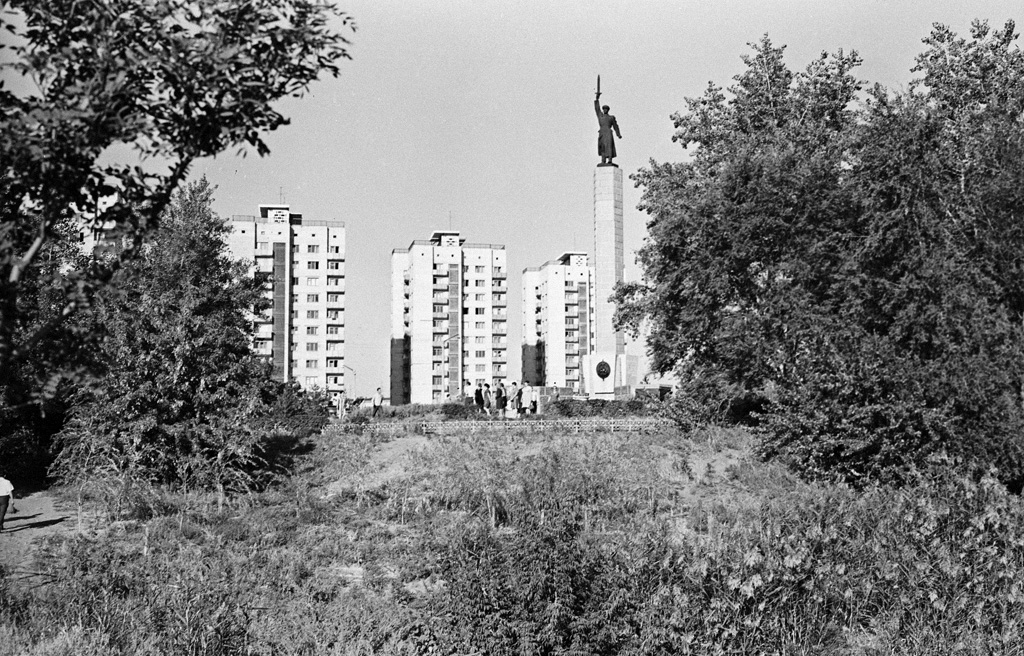
Площадь чекистов в 1971 году. Ряд высоток за памятником напоминает о первоначальной идее установки четырех пилонов вместо одного

Монумент расположен на разбитой специально для него площади, на берегу реки Царицы возле крупной Рабоче-Крестьянской улицы. На пилоне высотой 18 метров установлена бронзовая мужская фигура (3,85 метра), с высоко поднятым символическим мечом:

«Мной была предусмотрена строгая фигура солдата, одетого в шинель, в последнем порыве, когда остается только приставить правую ногу и принять положение «смирно»— Воспоминания Ф. М. Коимшиди. Часть 4
Автор скульптуры Михаил Аникушин (самая известная его работа — памятник Пушкину перед зданием Государственного Русского музея в Санкт-Петербурге) учился вместе с Коимшиди в академии.
Первоначальный проект подразумевал четыре выстроенных в ряд пилона одинаковой высоты, без фигуры солдата, но с мечами на верхушках:

«Четыре огромных пилона, выросшие из земли как преграда, заграждение, частокол, непроходимое препятствие на пути завоевателя. Между пилонами три мемориальные доски. На центральной — рельефный знак чекиста, на флангирующих — тексты посвящения. Масштаб проекта вышел за рамки, предусмотренные условиями конкурса, и я сделал другой вариант».

## Семья
В 1939 году женился на крымской гречанке Елизавете Саввопуло (умерла в 1999 году). Первый сын Мильтиад родился в 1941 году, живет в городе Волжский. Второй сын Георгий родился в 1947-м, эксперт-криминалист, живет в Москве, женат на враче-рентгенологе Ольге Коимшиди. Дочь Елизавета родилась в 1956 году, закончила ту же академию, что и отец, стала художником.